# ロバート・F・ヒル
ロバート・F・ヒル（Robert F. Hill、1886年4月14日 - 1966年3月18日）は、カナダの映画監督、脚本家。

## 作品
- 天晴れ名騎手
- 哀調の小径
- 怪探偵ブレーク
- 北国の暗影
- ロビンソン・クルーソー漂流記
- ラジウムの秘密
- 階上
- 飛躍の秋
- 最後の警告

## 出演作品
- 深山の乙女（トム・ブレノン）